# Brennes
Brennes ist eine französische Gemeinde mit 124 Einwohnern (Stand 1. Januar 2022) im Département Haute-Marne in der Region Grand Est. Sie gehört zum Kanton Villegusien-le-Lac und zum Arrondissement Langres. 

## Geografie
Die Gemeinde Brennes liegt elf Kilometer südwestlich von Langres. Die westliche Gemeindegrenze markiert die Autoroute A31. Brennes ist umgeben von folgenden Nachbargemeinden:
|          | Noidant-le-Rocheux                          | Saints-Geosmes |
| Flagey   | Kompassrose, die auf Nachbargemeinden zeigt | Bourg          |
| Orcevaux | Verseilles-le-Haut                          |                |

## Bevölkerungsentwicklung

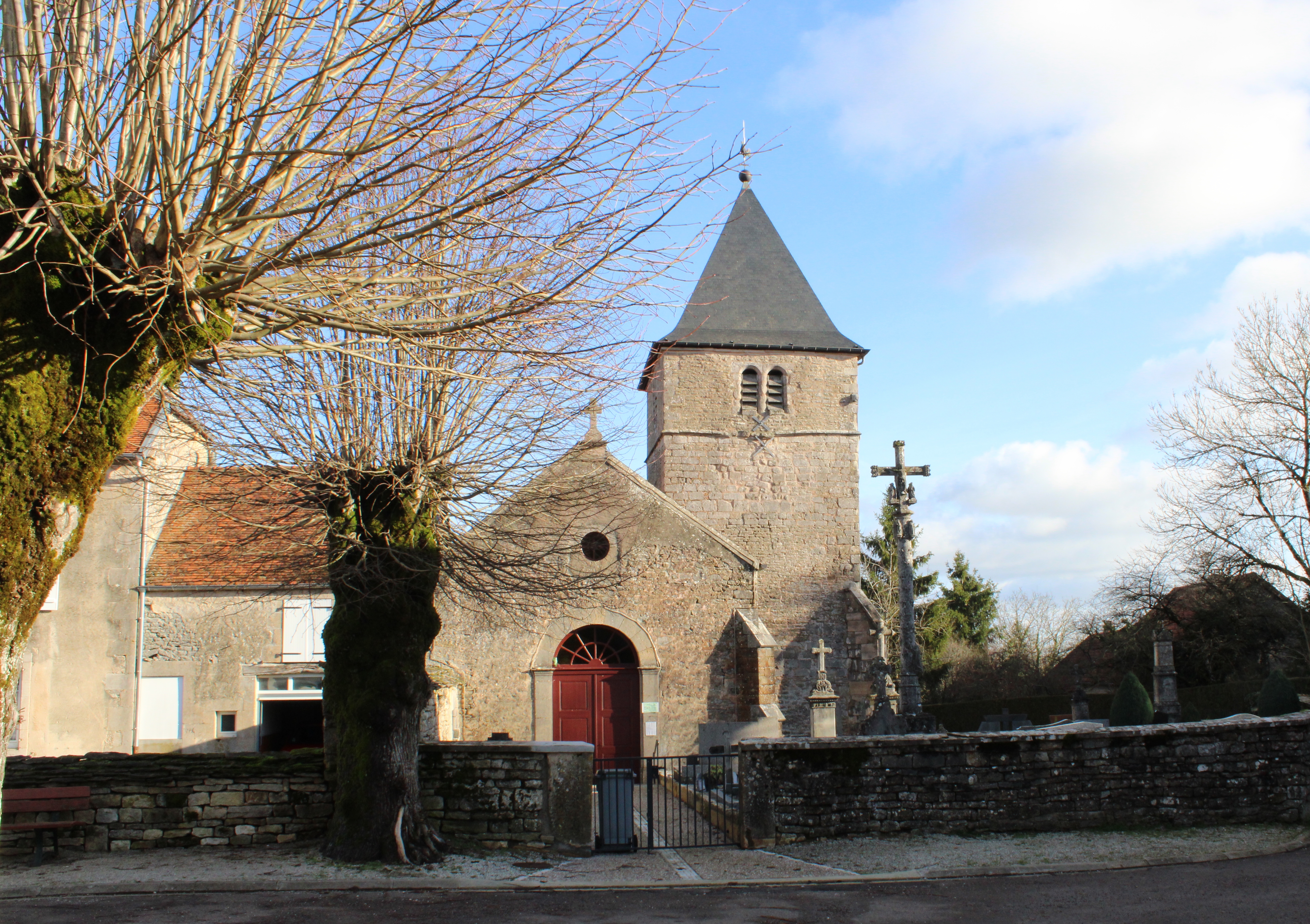
Kirche Saint-Didier

| Jahr                       | 1962 | 1968 | 1975 | 1982 | 1990 | 1999 | 2008 | 2018 |
| -------------------------- | ---- | ---- | ---- | ---- | ---- | ---- | ---- | ---- |
| Einwohner                  | 135  | 119  | 145  | 131  | 137  | 149  | 122  | 126  |
| Quellen: Cassini und INSEE |      |      |      |      |      |      |      |      |